# Pound (Wisconsin)
Pound è un villaggio degli Stati Uniti d'America, situato in Wisconsin, nella contea di Marinette.